# Mülheimer Schiffbrücke
Die Mülheimer Schiffbrücke war eine aus Holz gefertigte, auf etwa 40 im Rhein verankerten Pontons schwimmende Brückenkonstruktion. Sie löste eine zuvor zwischen Mülheim am Rhein und dem zu Longerich gehörenden Mülheimer Häuschen an gleicher Stelle verkehrende Fährverbindung ab. Der neue Rheinübergang wurde im Jahr 1888 für den Verkehr freigegeben.

## Geschichte
Eine leicht erhöhte, hochwassergeschützte Uferlage Mülheims am Rheinstrom, nördlich der Einmündung der Strunde (Strunder Bach) und etwa 200 Meter südlich der heutigen Mülheimer Brücke, bewirkte schon in mittelalterlicher Zeit, dass alle Wege des Umlandes hier zusammenliefen. So errichtete hier der Landesherr Graf Adolf 1265 eine erste Befestigung, und die Zisterziensermönche des Klosters Altenberg erwarben im Jahr 1268 das Recht, eine erste Fährverbindung zur kurkölnischen Uferseite zu betreiben. Neben den durch dieses Privileg aus dem Fährbetrieb erzielten Einkünften konnten die Ordensbrüder nun auch ihr dortiges, in der Johannisstraße der nördlichen Vorstadt Niederich gelegenes, Hofgut besser erreichen. Etwa um 1700 gaben sie ihre Rechte am Mülheimer Fährbetrieb an das Haus Berg zurück.

### Rheinüberquerungen

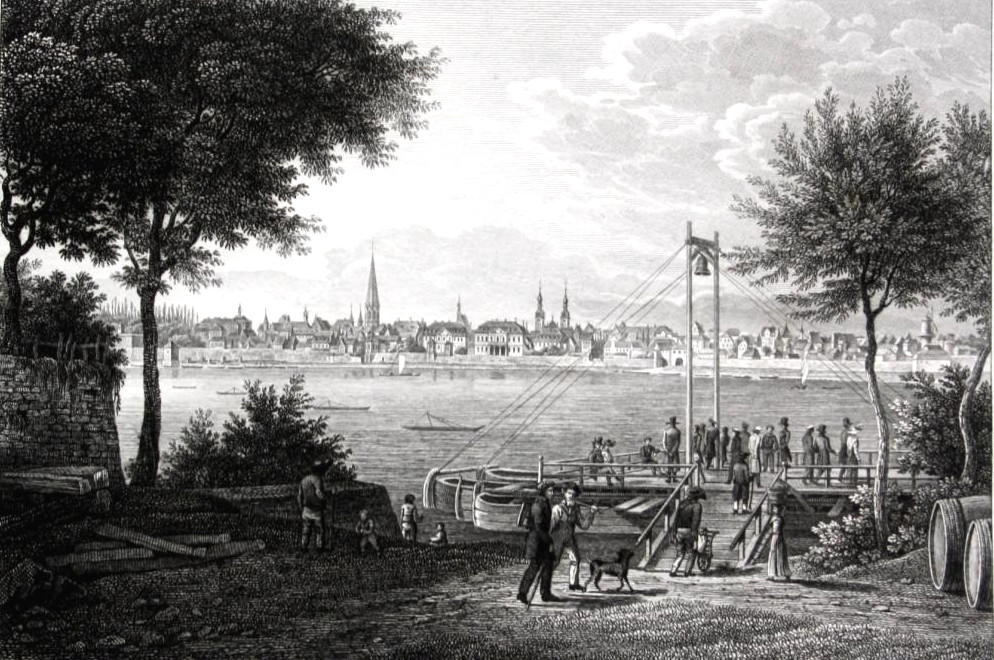
Gierponte Bonn-Vilich 1676

Es folgte um 1700 ein vom Haus Berg gegen eine jährliche Pacht von 400 Reichstalern vergebener Fährbetrieb, der mit einer sogenannten, die Strömung nutzenden fliegenden Rheinbrücke oder Gierponte, durchgeführt wurde. Es war eine schwimmende Plattform die mit Hilfe von Seilen schräg zur Strömung gestellt werden konnte, so dass diese von der Strömung angetrieben zwischen den Ufern pendeln konnte. Diese Art der Überquerung endete 1844 und wurde bis 1872 durch Fährboote ersetzt, die nun den Transport von Personen und Waren in beide Richtungen übernahmen. 1868 hatte Mülheim selbst die Rheinfähre in Pacht übernommen und ersetzte die bisherige Technik ab 1872 durch eine bis zum Jahr 1887 betriebene Drahtseilfähre. Diese Boote sollen der Ursprung des später geläufigen Begriffs Mülheimer Böötche gewesen sein.

### Kauf einer Brücke
Am 7. Mai 1885 erwarb die Stadt Mülheim von Mainz eine gebrauchte Schiffbrücke zu einem Preis von 45.000 Mark, die Transportkosten an den vorgesehenen neuen Standort beliefen sich auf weitere 120.000 Mark. Sie wurde in Mülheim an der Buchheimer Straße angelegt, die zum Wiener Platz führte. Umfangreiche Stromausbaumaßnahmen, Arbeiten zur Verankerung der Einzelelemente sowie das permanente Ausbaggern einer Fahrrinne im Rhein an der für den passierenden Schiffsverkehr vorgesehenen Stelle des zu öffnenden Brückensegmentes kosteten nochmals 85.000 Mark, so dass die Gesamtinvestition sich auf 185.000 Mark (entspricht inflationsbereinigt etwa einem heutigen Gegenwert von 1,6 Millionen Euro) belief. Am 29. Mai 1888 wurde die Brücke in Betrieb genommen. Dem Schiffsverkehr wurde die Brücke zu festgesetzten Zeiten zur Passage geöffnet. Für die Benutzung der 12 Meter breiten Brücke, auf der das Rauchen wegen der Brandgefahr unter Strafandrohung untersagt war, mussten 4 Pfennige entrichtet werden. Schon am ersten Tag ihres Betriebes wird sie bei einer Schiffsdurchfahrt schwer beschädigt.
Die bis 1912 durch die Stadt Mülheim betriebene Schiffbrücke übernahm anschließend der Pächter Richard Majewski, der den Betrieb bis zur Fertigstellung der festen Rheinbrücke zwischen den Stadtteilen Mülheim und Riehl aufrechterhielt. Majewski erhob ab 1. Juli 1912 von den Nutzern ein Brücken- und Fahrgeld, geriet jedoch seinerseits mit seiner Pachtzahlung gegenüber der Stadt Mülheim in Rückstand. Als Majewski während des Ersten Weltkriegs einberufen wurde, ließ er durch seinen Rechtsanwalt den Pachtvertrag zum 31. März 1915 kündigen.

### Ende der Schiffbrücke
Die altersschwach gewordene Brücke konnte dem anwachsenden Verkehr im beginnenden 20. Jahrhundert nicht mehr gerecht werden und fiel häufig bei Eisgang oder Hochwasser aus. Um eine zuverlässigere Verbindung zwischen den nördlichen und nordöstlichen Stadtteilen Kölns und zugleich eine Erhöhung der Brückenkapazität zu erreichen, wurde über eine Alternative nachgedacht. Schon bei den Eingemeindungsverhandlungen mit Mülheim im Jahr 1913 hatte sich Köln zum Bau einer festen Brücke verpflichtet.
Am 20. Juni 1927 wurde die alte Schiffbrücke geschlossen und abgebaut. Im Oktober 1929 wurde die neue Mülheimer Hängebrücke als damals größte Hängebrücke der Welt in Betrieb genommen.